# Татуїн
Також Татуїном неофіційно зветься екзопланета HD 188753 Ab в системі HD 188753.
Татуїн — вигадана планета зі всесвіту «Зоряних війн».
Планета-пустеля, що обертається навколо подвійної зірки (жовті зірки Тату І і Тату ІІ), розташованої на зовнішніх територіях, віддалена від основних галактичних маршрутів. Татуїн займає вдале місце для контрабандистів і гангстерів. Тваринне життя вкрай різноманітне. Форма правління — цілковита анархія, певну владу має лишень король злочинного світу, представник раси гаттів Джабба Гатт. На поверхні розташовані міста, ферми з видобутку вологи та вирощуванню фруктів, які називаються деб-деб і піка.

## Історія планети
За ранньої колонізації першопрохідці — шахтарі та інвестори — полишивши шахти й обладнання, стали покидати планету, але не всім зворотня дорога була по кишені. Ті, кому довелось залишитись, почали видобувати вологу. Задля цього вони створювали ферми з спеціальними пристроями (вологопоглиначами), що конденсують із повітря воду, яку відтак використовують задля зрошення рослинних культур, таких як деб-деб та піка, або продають для прожитку. Гатти, прибувши на Татуїн, пожвавили життя на планеті, давши робочі місця у своєму кримінальному бізнесі й створивши основу для торгівлі. Також, усе більше суспільне життя почало обертатися навколо небезпечних перегонів на літальних апаратах.
Фауна Татуїна, попри таке суворе підсоння, вкрай різноманітна: банти, ронто, рососпинники, эопі, джерби, вомп-пісчанки, воррти, скарр'єри, піскові мушки, кісткожорки, кам'яні п'явки, дюнні ящірки, піскові змії, скалміти, пірнататі ящірки, піскові стрибуни, мівіти, а ще сарлакк, якому, за чутками, потрібна тисяча років, щоб перетравити свою здобич. Також на Татуїні водяться крайт-дракони. Багато хто полює на них, аби отримати безцінне каміння ґіззард, відоме як драконяча перлина, проте мало кому щастить повернутися з таких небезпечних полювань.

## Реальний світ
Планета названа на честь реального міста Татауїн (араб. تطاوين) в Тунісі, у якому велися знімання кіносаги.